# Carlo Cordié
Carlo Cordié  (* 2. Juni 1910 in Gazzada Schianno; † 6. April 2002 in Florenz) war ein italienischer Romanist, Französist und Italianist.

## Leben und Werk
Cordié studierte in Pisa, hielt sich nach dem Zweiten Weltkrieg zu Forschungszwecken in Paris auf und war ab 1955 Professor für Französisch, zuerst in Messina, dann von 1958 bis 1980 in Florenz. Er lehrte auch Italianistik an der Universität Brüssel.

## Werke

### Folengo
- Teofilo Folengo e la critica moderna dal De Sanctis ai nostri giorni, Mailand, Soc. Anonima ed. Dante Alighieri, 1936.
- Il linguaggio maccheronico e l'arte del „Baldus“, Florenz, L.S. Olschki, 1937.
- I fratelli Folengo e la Spagna, Mailand, Malfasi, 1950.
- (Hrsg.) Folengo, Aretino, Doni, 2 Bde., Mailand, R. Ricciardi, 1976–1977.
  - I. Opere di Teofilo Folengo, 1977
  - II. Opere di Pietro Aretino e di Anton Francesco Doni, 1976
- (Hrsg. mit Alessandro Perosa) Nicodemo Folengo, Carmina, Pisa, Scuola normale superiore di Pisa, 1990.

### Groupe de Coppet
- (Hrsg.) Benjamin Constant, Gli scritti politici giovanili, Como, Marzorati, 1944.
- (Hrsg.) Madame de Staël, Réflexions sur la paix e altri scritti, Mailand, Istituto editoriale italiano, 1945.
- (Hrsg.) Signora di Staël. Dieci anni d'esilio, Mailand, Fasani, 1945.
- (Hrsg.) Benjamin Constant, Adolphe, Neapel, Ed. Scientifiche italiane, 1964.

### Stendhal
- Interpretazioni di Stendhal dal Bourget ai nostri giorni, Mailand, Montuoro, 1947.
- Ricerche stendhaliane, Neapel, Morano, 1967.
- Divagazioni su Stendhal, Neapel, Morano, 1968

### Weitere Werke
- (Hrsg. mit Francesco Flora) Tutte le opere di Niccolò Machiavelli, 2 Bde., Verona, Mondadori, 1949.
- Ideali e figure d'Europa, Pisa, Nistri-Lischi, 1954.
- (Hrsg.) Charles Baudelaire, Les Fleurs du mal. Les Epaves. Supplément aux ‘Fleurs du mal’, Mailand, Martello, 1954.
- Avviamento allo studio della lingua e della letteratura francese, Mailand 1955.
- Saggi e studi di letteratura francese, Padua, Milani, 1957.
- La guerra di Gand e altre varietà storiche e letterarie, Florenz, Le Monnier, 1958.
- (Hrsg.) Victor Chauvet (1788–1834), Manzoni, Stendhal, Hugo, e altri saggi su classici e romantici, Catania 1958.
- Romanticismo e classicismo nell'opera di Victor Chauvet e altre ricerche di storia letteraria, Messina, G. d'Anna, 1958.
- Chateaubriand politico e altri saggi su uomini e idee dell’Ottocento francese, Messina, G. d'Anna, 1959.
- (Hrsg.) Opere di Baldassarre Castiglione, Giovanni Della Casa, Benvenuto Cellini, Mailand/Neapel, Ricciardi, 1960.
- (Hrsg.) Casanova, Storia della mia vita, 4 Bde., Casini, 1961–1963.
- (Hrsg.) Antonio Banfi, Scritti letterari, Rom, Editori riuniti, 1970.
- (Hrsg.) Piero Calamandrei (1889–1956), Scritti e inediti celliniani, Florenz, La nuova Italia, 1971.
- (Hrsg.) Victor Del Litto, Stendhal vivente, Mailand, Mursia, 1974.
- (Hrsg.) Flaubert, Un Cuore semplice = Un coeur simple, Mailand, Mursia, 1977.
- (Hrsg.) Pierre Grimal, Dizionario di mitologia greca e romana, Brescia, Paideia, 1987.
  - Enciclopedia dei miti, Mailand, Garzanti, 1994.
  - Enciclopedia della mitologia, Mailand, Garzanti, 1999.
  - Mitologia, Mailand, Garzanti, 2004.
- Das Schloß Fontainebleau bei Paris, Herrsching, Atlantis, 1989 (italienisches Original, Novara 1981).